# ディアマントプロモーション
株式会社ディアマントプロモーション（英: Diamant Promotion Co., Ltd.）は、東京都新宿区四谷に所在する日本の芸能プロダクションである。

## 概説
2017年に設立。俳優/女優・タレントのマネジメント及び育成を中心事業としている。その他の事業として映像制作事業、アニメーション制作事業も行っている。

## 沿革
2017年5月、会社設立。

## 女性タレント
- 辛島菜摘
- 内藤えみ
- 上田愛
- 石井愛香
- 吉田汐
- 濵田麻里
- 林ともみ
- 山本祐子
- 長野諒子
- 山口華代
- 毎田紗羽
- 竹森まりあ
- 奥田紗矢
- 南かなえ
- 山田愛夏
- 太田侑伽
- 宇栄原真実
- 操有希
- 朝倉このみ
- 石川結梨
- 奈良姫菜乃
- 片川千歳

## 男性タレント
- 伊達剛
- 半野雅
- 山宮翼
- 松尾絋太郎
- 高松英佑
- 平田一喜
- 池田佳司
- 高橋龍太
- 笠啓人
- 溝川英司